# Erik de Laval
Erik de Laval (Estocolmo, 28 de abril de 1888 - 9 de novembro de 1873) foi um pentatleta sueco

## Carreira
Erik de Laval representou seu país nos Jogos Olímpicos de 1912 e de 1920, na qual conquistou a medalha de prata, no individual, em 1920. 